# Physocephala laticincta
Physocephala laticincta – gatunek muchówki z podrzędu krótkoczułkich i rodziny wyślepkowatych.
Gatunek ten opisany został w 1832 roku przez Gasparda Auguste’a Brullégo jako Conops laticincta.
Muchówka o wydłużonym ciele długości od 12 do 15 mm. Głowa jej ma czarną, podłużną przepaskę biegnącą na czole i twarzy, dochodzącą tylko do wzgórka twarzowego. Czułki są brunatnoczarne do czarnych. Barwa przezmianek jest pomarańczowa. Odnóża są bruantnożółte z czarnymi opaskami u nasady ud. Odwłok jest brunatny, w części nasadowej silnie przewężony, a pierwszy tergit ma żółty z wąską, czarną przepaską poprzeczną. Tylne brzegi segmentów odwłoka zdobią przepaski złocistożółtego opylenia.
Owad znany z Hiszpanii, Francji, Szwajcarii, Austrii, Włoch, Polski, Czech, i Węgier.